# ぼくどうして涙がでるの
『ぼくどうして涙がでるの』は、『薔薇族』編集長として知られる伊藤文學と、その妹の伊藤紀子（みちこ）の共著によって1965年に第二書房から発表されたノンフィクション、また同名のテレビ映画、及び日活映画である。
書籍は紀子の闘病日記と文學の文章、また伊藤兄妹が受け取った手紙などを交えて構成されている。装幀は内藤ルネが担当。出版後には朝日新聞等で紹介され大きな反響を呼んだ。

## 内容
心臓病のための紀子の闘病生活と、その縁で伊藤兄妹が知り合った「芳っちゃん」をはじめとする心臓病の患者達との交流、また心臓病の子供たちのために「豆の木会」を創立する経緯が描かれている。1974年以後の版には紀子の復帰後の様子が描かれている。

### 発症初期
1961年のクリスマス、当時20歳だった伊藤紀子は突然胸の痛みを訴え、僧帽弁閉鎖不全症と診断される。手術をしない場合、余命2、3年と診断されるが病院のベッドに空きがなく、入院すらできない。自暴自棄になる紀子であったが、1962年8月9日に東京女子医科大学付属日本心臓血圧研究所に入院する。
文學は紀子の入院をきっかけに肉親の情を強く意識し、毎日仕事の帰りに病室を訪問する。このころから一階下の三階の子供たちと交流し始める。紀子の手術は1962年9月17日と決まり、成功率は「四分六分」と知らされる。

### 入院中
紀子の執刀を予定していた榊原仟がメキシコの心臓学会に出席するため、手術は延期となる。紀子は同じ病室の患者達と交流するも、亡くなる患者もあったことで不安を覚え、病室を抜け出して遊びに出かけたり、突然実家に帰宅したりする。これを心配した文學は朝日新聞の「読者のひろば」に「妹に激励の手紙を」という投稿を行う。
朝日新聞は文學の投稿を3、4日後に掲載し、その結果、掲載当日に数人の訪問客があり、病室には花束が届けられた。また翌日からは手紙も届くようになった。中でも赤いバラのシールの付いた「みちこ」という女性からの手紙は毎日のように届き、紀子を勇気づけた。1962年10月24日に再設定された手術日の直前、紀子は「赤いバラ」「デパート勤務」のヒントから女性の勤務先企業を推定し、電話で話すことに成功した。

### 芳っちゃんとの交流、紀子の手術
1962年10月24日に再設定された紀子の手術は再度延期になった。そして、10月の末にはファロー四徴症の5歳の男の子、野村芳和くんが紀子の401号室に入院した。これは子供用の病室が満室であったためであるが、結果、彼は文學と「芳っちゃん」「ブーン」と呼び合う仲になり、交流を深めていく。
12月10日、紀子の手術の直前、芳っちゃんは「お姉ちゃん、泣かないね」と指摘する。これはその病室に「手術の前に涙を見せた患者は病室に戻ってこられない」というジンクスがあり、手術の成功を示唆したものである。紀子の手術は予定時間を大幅に上回るが成功し、12月18日には集中治療室を出て病室に戻る。

### 芳っちゃんの手術
1963年1月24日、芳っちゃんの手術の前日、文學はかねてから頼まれていた『ジャックと豆の木』と『家なき子』の絵本を持って病室を訪れる。嬉しがる芳っちゃんは、手術が終わったら3日で病室に戻るから、その時には『名犬ラッシー』の絵本を持ってきて欲しいと文學にリクエストする。文學は指切りをして、絶対に戻ってくるように約束をさせる。
翌1月25日、芳っちゃんは手術室に向かう前に麻酔注射を受けるが、『ジャックと豆の木』の絵本を離さず、涙を流して「ぼく、どうして、涙がでるの、おしえてよ、かんごふさん」と言う。同席した一同はジンクスを思い出し、不安がるが、果たして芳っちゃんは手術中に死亡した。執刀医によると、脳に腫瘍ができていたのが直接の死因であるという。

### 「豆の木会」発足
1963年3月2日、紀子が退院するが、血清肝炎で3月15日には再入院となる。同日に同室であった「早苗ちゃん」が心臓手術を受けるが、8日後の3月23日、手術の甲斐無く帰らぬ人となる。
紀子は4月23日に再び退院するが、翌日の4月24日には体に変調をきたして婦人科の診察を受け、妊娠・出産が難しいことを告げられる。また、5月には急性盲腸炎で入院する。
芳っちゃん、早苗ちゃんの他にも、日本には先天性の心臓疾患を持つ子供が20万人もいることを知った文學は、「同じ悩みを持つ人が団結すること」を目的に会合を計画し、芳っちゃんの好きだった『ジャックと豆の木』、また、豆は痩せた土地でも育つこと、そして心臓病を克服して「マメに働く」ことができるようにと、この団体に「豆の木会」という名を付ける。
1963年7月7日、「豆の木会」第一回の会合が開かれ、これまで交流してきた心臓病患者、家族、加えて医師までが出席した。8月12日には文學が芳っちゃんについて書いた詩をモチーフにしたTVドラマが東海テレビによって制作され、フジテレビで放送された。

### 一周忌まで
1963年11月3日、梅崎栄幸夫妻による「全国心臓病の子供を守る会」の創立総会があり、文學と紀子が出席する。紀子はこの前後にも入退院を繰り返していたが、入院初期から文通していた男性、草薙実との交際が始まっていた。（二人の文通と交際の様子は草薙実・草薙紀子（旧姓伊藤）『限りある日を愛に生きて』に詳しい）
文學は「これからは、他人である草薙君の愛の力によるしかないと思う」と語り、紀子の未来を草薙に託す意志を見せる。
1964年1月26日、一周忌を記念して「芳っちゃん、もう一年だね」と題された会が開かれる。司会は文學の友人で國學院大学講師（当時）の阿部正路、音楽担当に長田暁二、鎌田俊与、ヴォーチュ・アンジェリカが参加し、「芳っちゃんはひとりではない」という言葉のもとに、全国の心臓病の子供たちの事を考える会となった。

### 紀子の復帰
1964年2月、紀子は退院し、しばらくの間仕事をして収入を得る。草薙実との交際は順調である。頻繁に手紙をくれていた心臓病の女性「多田さん」からは、闘病のため離婚することになったが退院後、新しい恋人ができたと報告がある。芳っちゃんの家庭では、女の子が新しく誕生したという。文學は1965年春に完成予定の東京女子医大の新しい心臓センターの建設資金にするため、クリスマスにチャリティオークションを開く事を述べ、物語はひとまず締めくくられる。

### その後
同書は1974年に改版され、その後の紀子の様子が語られる。

## テレビ映画版
1963年8月12日、フジテレビの『シャープ月曜劇場』にて放送。東海テレビ制作。

### キャスト
- 伊藤紀子： 川口知子

### スタッフ
| フジテレビ シャープ月曜劇場 | フジテレビ シャープ月曜劇場             | フジテレビ シャープ月曜劇場 |
| 前番組                      | 番組名                                  | 次番組                      |
| --------------------------- | --------------------------------------- | --------------------------- |
| うぶ声                      | ぼくどうして涙がでるの （テレビドラマ） | 草さんご                    |

## 映画版
1965年10月30日封切、日活、
モノクロ、89分。

### キャスト
- 伊藤紀子：十朱幸代
- 伊藤文雄：佐藤英夫
- 伊藤しげ：村瀬幸子
- 伊藤加代：柳川慶子
- 木村芳宏：日下部聖悦
- 木村政子：南寿美子
- 川口徹：藤竜也
- 太田正子：山本陽子
- 前川達吉：杉江弘
- 木村周一：森塚敏
- 笹原教授：北龍二
- 神山医師：鈴木瑞穂
- 森田看護婦：西尾三枝子
- 武内看護婦：椎名伸枝
- 村瀬昌子：浜川智子
- 庄司英子：進千賀子
- 谷村春江：相原ふさ子
- 春江の父：雪丘恵介
- 春江の母：鏑木はるな
- 林京子：葵真木子
- 杉村なつ：鈴木俊子
- 山本房子：横田陽子
- 吉川みち：兜木美鈴
- 宮崎徳子：楠侑子
- 斎藤たか：早川由記
- 中学校の校医：二木草之助
- 中学校の教頭：久松洪介
- 中学校の体操教師：平塚仁郎
- 結婚式の司会：桂小かん

### スタッフ
- 監督：森永健次郎
- 脚本：吉田憲二
- 音楽：渡辺宙明
- 撮影：萩原憲治
- 照明：大西美津男
- 録音：中村敏夫
- 美術：西亥一郎
- 編集：井上治
- 助監督：坂口喜久男
- 制作主任：牛山正夫
- スクリプター：白鳥あかね

## 関連書籍
- 伊藤文學・伊藤紀子『ぼくどうして涙がでるの』第二書房（1965、1974）・スペースシャワーネットワーク（2013年）
- 草薙実・草薙紀子『限りある日を愛に生きて』学習研究社 （1967） 、立風書房 （1974）、角川文庫（1977）
- 草薙実『愛すれどいのち哀しく』立風書房 （1974）
- 榊原仟『心臓を語る』主婦の友社 (1961) – ※文學が当時、参考にするため読んでいた